# Charles Whitwell
Charles Whitwell (ca. 1568 – ca. 1611) è stato un incisore e costruttore di strumenti matematici britannico.

## Biografia
Attivo tra il 1591 e il 1606, fu incisore e costruttore inglese di strumenti matematici secondo la grande tradizione di Humphrey Cole (ca. 1530-1591). Fu apprendista dell’incisore e costruttore di strumenti scientifici Augustine Ryther (m. 1593). Nel 1598 il suo laboratorio era situato vicino alla chiesa di St. Clement, a Londra.
Incise le mappe di alcune contee inglesi e costruì numerosi strumenti nautici ideati dal geografo e ingegnere navale Robert Dudley (1573-1649). Questi strumenti, portati a Firenze dallo stesso Dudley agli inizi del XVII secolo, furono da lui lasciati in eredità al granduca Ferdinando II de' Medici (1610-1670) e sono oggi conservati nel Museo Galileo di Firenze.
Come Ryther, collaborò con il matematico Thomas Hood: incise il frontespizio del libro di Hood Making and Use of the Sector (1598) e realizzò un esemplare dello strumento descrittovi.